# Citizens Bank Park
Der Citizens Bank Park ist ein Baseball-Stadion in der US-amerikanischen Stadt Philadelphia im Bundesstaat Pennsylvania. Es ist die Heimspielstätte des Franchises Philadelphia Phillies (NL) der Major League Baseball. Derzeit bietet der Ballpark 42.792 Sitzplätze.

## Geschichte
Der Citizens Bank Park ersetzte das inzwischen abgerissene Veterans Stadium, das bis dahin die Spielstätte der Phillies war. Es war jedoch kein reines Baseballstadion und die Football-Mannschaft der Philadelphia Eagles aus der National Football League trug ebenfalls dort ihre Heimspiele aus. 1998 entschied das Staatsparlament von Pennsylvania, die Anlage ebenso wie das Three Rivers Stadium in Pittsburgh durch neue Spielstätte zu ersetzen. Ursprünglich gab es Bestrebungen, den Neubau in der Innenstadt zu errichten. Nach Einsprüchen von Anwohnern wurde das Stadion schließlich in einem südlichen Außenbezirk in der Nähe des Lincoln Financial Field gebaut.
Am 17. Juni 2003 wurde bekannt gegeben, dass die Citizens Bank Namenssponsor geworden ist. Der Vertrag hat eine Laufzeit von 25 Jahre. Die Bank zahlt dafür 95 Mio. US-Dollar. Im April 2004 konnten die Phillies schließlich ihre neue Heimspielstätte beziehen.
Im Citizens Bank Park soll zur Saison 2023 eine neue 4K- und HDR-fähige Videoanzeigetafel namens „PhanaVision“ (152 × 86 ft, 46,33 × 26,21 m) mit fast 11,6 Mio. Pixel installiert werden. Sie ist 77 Prozent größer als jetzige Tafel (97 × 76 ft, 29,57 × 23,16 m), die seit der Eröffnung 2004 im Stadion steht. Die neue Tafel wiegt 116.298 lb (ca. 52,75 t) und wird auf eine 190 t schweren Konstruktion aus Stahl montiert. Zur neuen Anzeigetafel wird ein modernisierter Kontrollraum eingerichtet.

## Veranstaltungen
Das erste Konzert im Citizens Bank Park gab am 25. August 2005 der Country- und Pop-Sänger Jimmy Buffett.
Die Phillies erreichten 2008 und 2009 die World Series. 2008 fanden die Partien 3, 4 und 5 im Citizens Bank Park statt. Philadelphia gewann die drei Heimspiele und die Best-of-Seven-Serie abschließend mit 4:1. Im Jahr darauf stand man den New York Yankees gegenüber. Die Phillies gewannen nur eines ihrer drei Heimspiele und mussten sich am Ende den Yankees mit 2:4 geschlagen geben.
Am 2. Januar 2012 bestritten die Eishockeymannschaften der Philadelphia Flyers und der New York Rangers das fünfte NHL Winter Classic 2012 im Citizens Bank Park. Am 6. Januar trafen die Philadelphia Phantoms und die Hershey Bears zum AHL Outdoor Classic 2012 der American Hockey League auf der Eisfläche im Stadion aufeinander.
Das MLB All-Star Game 2026 soll im Citizens Bank Park, zum 250. Jubiläum der Gründung der Vereinigten Staaten, in Philadelphia stattfinden. Schon 1976, zum 200. Jubiläum war das MLB All-Star Game in der Stadt zu Gast.

## Galerie

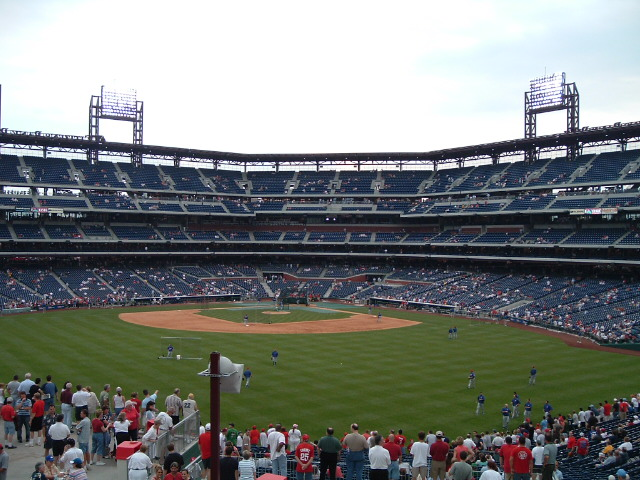
Blick in das Stadion (Juni 2004)
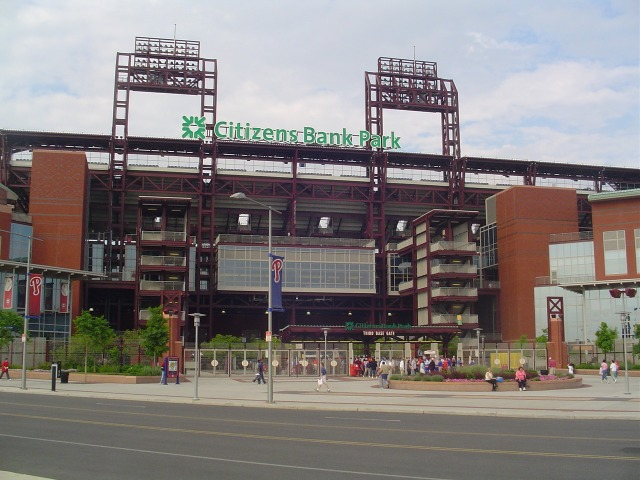
Der Eingang (2007)
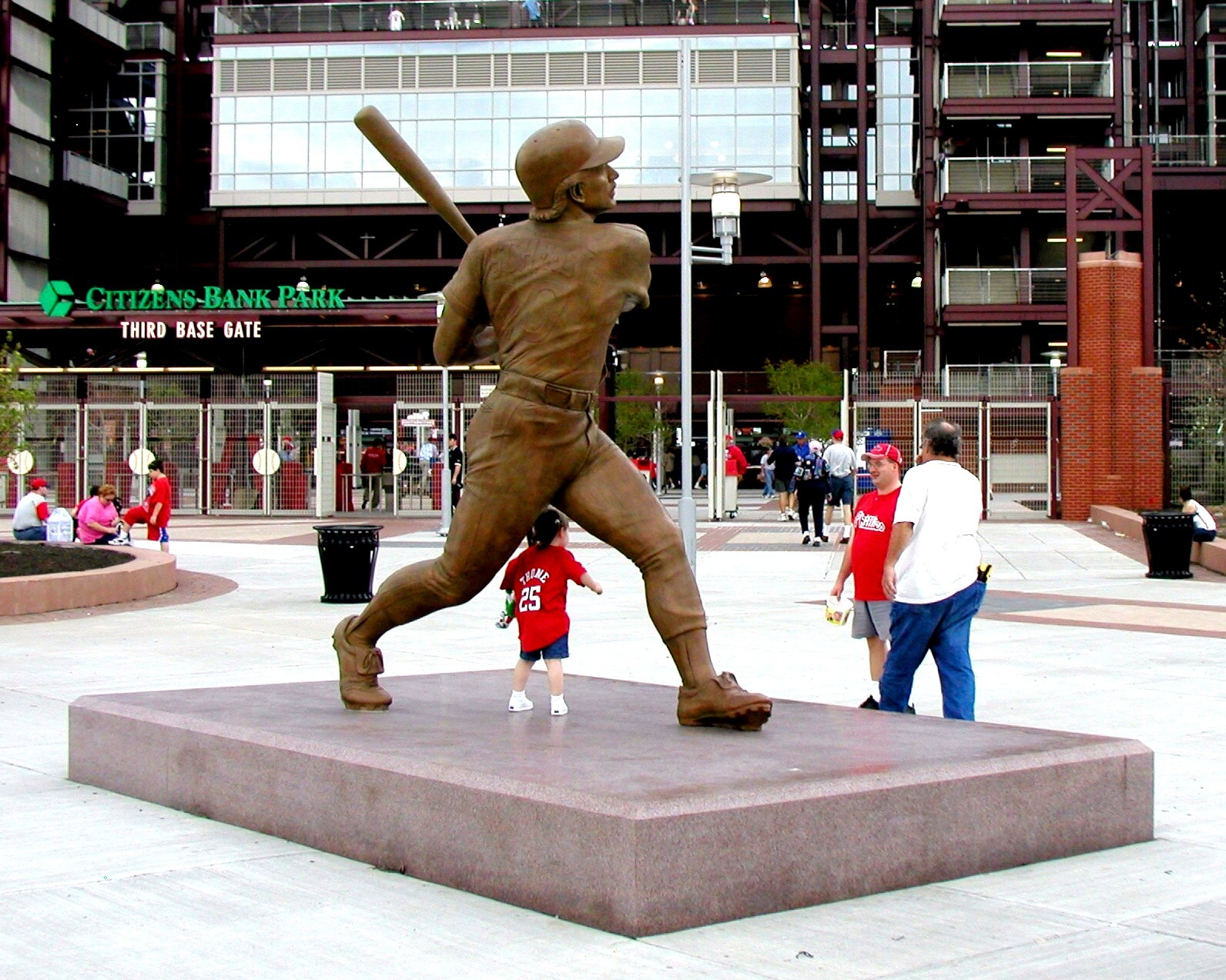
Die von Zenos Frudakis gestaltete Statue von Mike Schmidt vor dem Stadion (2009)
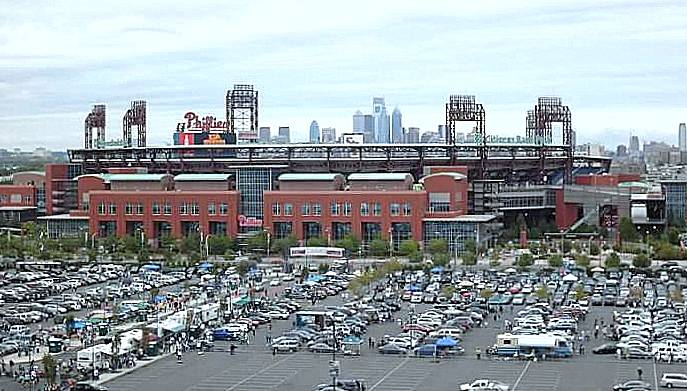
Das Stadion 2010
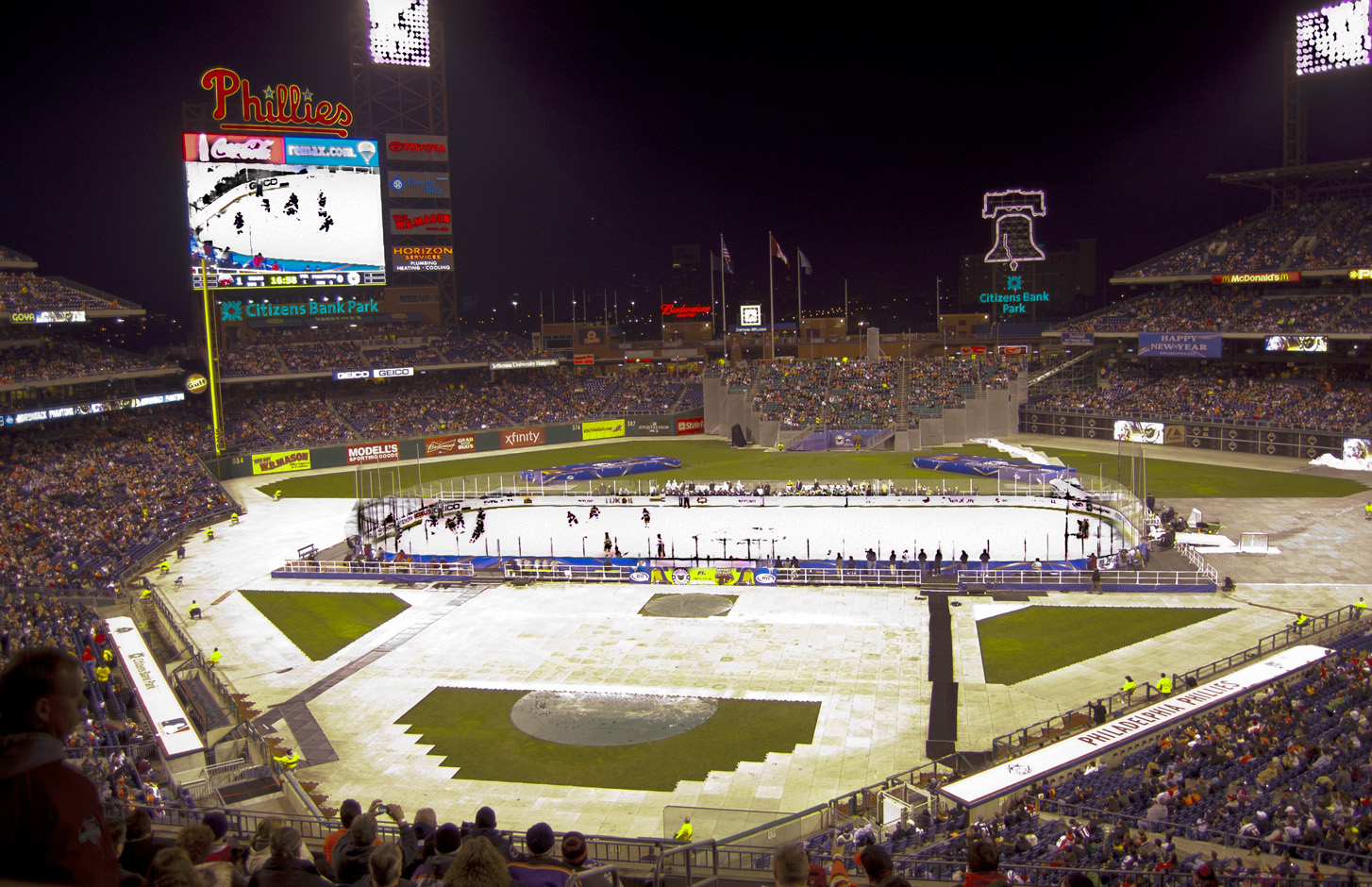
Die AHL Outdoor Classic 2012 im Baseballstadion